# Nederpop
Nederpop is popmuziek gemaakt door Nederlandse bands en artiesten.

## Ontstaan
Aan het einde van de jaren vijftig werd de rock-'n-roll zeer populair bij een jeugdig publiek. Elvis Presley zou uitgroeien tot het eerste echte popidool. In Nederland was er in die tijd de indorock, een muziekstroming die zich concentreerde in de regio Den Haag-Rotterdam en werd gemaakt door Indische en Molukse muzikanten afkomstig uit voormalig Nederlands-Indië (Indonesië). De Tielman Brothers uit Breda waren vanaf 1958 de trendsetters. Verder waren er succesvolle bands als The Real Room Rockers, Oety & his Real Rockers, The Black Dynamites, The Hot Jumpers, Electric Johnny and his Skyrockets, The Rollers, The Fire Devils. Andere Nederlandse gitaargroepen, zoals Willy and his Giants, René and The Alligators en The Jumping Jewels, waren vooral geïnspireerd door de instrumentale rockmuziek van de Engelse Shadows en de Amerikaanse Ventures. Zij waren de inspiratiebron voor de latere beatgroepen (bijv. The Haigs, Golden Earring(s) en The Motions). Andere voor Nederlandse begrippen bekende en beroemde beatgroepen waren onder andere The Ro-d-ys, The Buffoons, The Cats, The Shoes, The Hunters, The Outsiders, Brainbox, Shocking Blue, Sandy Coast, Rob Hoeke's R&B Group, Ekseption, de Bintangs, Time Bandits en Tee Set. Shocking Blue kreeg zelfs een wereldhit met Venus, terwijl Golden Earring er ook een had met Radar Love.
De eerste grote Hollandse rock-'n-roll-hit kwam van Peter Koelewijn and his Rockets uit Eindhoven: Kom van dat dak af.
In de jaren zestig kwam de nederpop met de beatmuziek tot grote bloei. Op radio en tv kwamen speciale 'tienerprogramma's' waarin de succesvolle bands optraden en de top 40 van Radio Veronica hield bij wat de verkoopresultaten van de beatplaten waren. Zie ook: Nederbiet.
Ook de blues kreeg in Nederland veel aanhang door de band Cuby and the Blizzards. Zij leverde diverse lp's af en hadden ook singles in de Top 40. In internationaal opzicht was Cuby in trek: In Duitsland waren ze zeer populair en ze trokken de aandacht van bekende bluesmuzikanten als John Mayall. Uit Den Haag kwam Livin' Blues.
Al in deze periode waren twee artiesten actief die een constante factor zouden blijken in de Nederlandse popmuziek: Boudewijn de Groot en Rob de Nijs. De Nijs had nog in 1996 een nummer 1-hit met Banger hart en Boudewijn de Groot oogstte in 2005 succes in de Top 2000 van Radio 2 met het lied Avond.

## Jaren zeventig
Na de beat kwam een heel andere stroming opzetten in de popmuziek: de symfonische rock, met exponenten als Alquin, Supersister, Focus, Earth & Fire en Kayak. Ook werd de Volendamse popgroep BZN beroemd in Nederland. Het popprogramma 'Toppop' werd razend populair bij de jonge kijkers. De discotheken rezen als paddenstoelen uit de grond, zodat het live-circuit voor popgroepen inzakte.
De tweede helft van de jaren zeventig werd gedomineerd door de disco-rage en alleen bands als The Golden Earring, Earth & Fire, Gruppo Sportivo, Teach-In, BZN, Pussycat, Ferrari en Champagne wisten zich te handhaven. Een opvallende nieuweling was de band Normaal, met rockmuziek in Achterhoeks dialect wat het begin was van de muziekgenre Boerenrock.
De punkrevolte zoals die zich vanaf 1976 in Engeland voltrok, liet ook Nederland niet ongemoeid. Enkele Nederlandse punkacts zijn: 
- Ivy Green, opgericht in 1975. Hun debuutalbum Ivy Green werd in Nederland een klassieker binnen het genre.
- De Amsterdamse bands Soviet Sex (met Maarten van der Ploeg) en The Ex.
- De Groninger Boegies (1978–1990). Pretpunk met doldwaze teksten en capriolen van zanger Piepke.
- De Vopo's uit Meppel, die vanaf zijn oprichting in 1978 redelijk succes had en onder andere in het voorprogramma stond van U.K. Subs. De band ging plotseling uit elkaar in 1983.
- Heideroosjes is een bekende Nederlandse punkrockband van later datum, opgericht in 1989.

## Jaren tachtig
Het grote (commerciële) succes van de band Doe Maar begin jaren tachtig leidde tot een heropleving van de Nederlandstalige popmuziek en een hausse aan nieuwe bandjes. Van Doe Maars populariteit, vooral onder jongeren van middelbareschoolleeftijd, profiteerden (eveneens Nederlandstalige) bands als Toontje Lager, Frank Boeijen Groep, Noodweer en Het Goede Doel. De rockmuziek evolueerde in hardrock. De Nijmeegse broers Alex en Edward van Halen emigreerden in 1962 met hun ouders naar de VS (Los Angeles) en richtten later de hardrockformatie Van Halen op. Deze band werd wereldberoemd. In Nederland volgde VandenBerg van gitarist Adje van den Berg. Ook kwam Vengeance in de belangstelling evenals Picture en Helloïse.
De teksten waren opvallend: onderwerpen als heroïneverslaving, racisme of de angst voor een kernoorlog werden niet geschuwd. Daarmee verschilden ze van de teksten van het gros van de liedjes dat in de hitlijsten stond. Het lied Over de muur van Klein Orkest is daar misschien het bekendste voorbeeld van. Het is geschreven op het hoogtepunt van de Hollanditis, letterlijk aan de vooravond van de grote vredesdemonstratie op 29 oktober 1983 op het Malieveld in Den Haag.
Ook rockbands voor een ouder publiek kregen vaste voet aan de grond, zoals De Dijk, The Scene en Tröckener Kecks.
In de tweede helft van dit decennium deed zich het verschijnsel voor van nostalgie naar de popmuziek uit de jaren zestig en zeventig, als reactie op de met computers gemaakte muziek en de house. Deze hang naar het verleden uitte zich in de vele 'beat-revivals' die in het land werden georganiseerd, in het draaien van popklassiekers op de (lokale) radiostations, in de televisie-programma's over popartiesten van weleer (waarvan er velen weer gingen optreden) en uit de enorme verkoopresultaten van verzamel-cd's van deze muzikanten.
Op museaal gebied werden er diverse initiatieven genomen. Zo was er de Stichting Popmuseum uit Den Haag die exposities over de popgeschiedenis organiseerde, en PAN (Pop Archief Nederland, later opgegaan in het Nationaal Pop Instituut), die een collectie begon op te bouwen. Een echt museum kwam er nog niet.

## Jaren negentig
In navolging van het Achterhoekse Normaal kwamen er veel bands op 'uit de provincie' die zongen in het dialect van de streek. Hun succes bleef niet beperkt tot de eigen regio maar werd steeds vaker landelijk. Bekende bands zijn het Limburgse Rowwen Hèze en het Drentse Skik en Mooi Wark.
In 1994 werd in Den Haag de Stichting Rock 'n Art Hall of Fame opgericht met als doel het realiseren van een Nationaal Popmuseum, waarin de geschiedenis van de nederpop belicht wordt.
Het label Excelsior Recordings werd in 1996 opgericht, waardoor de Nederlandse indierock enig fundament kreeg. Caesar, Daryll-Ann, Johan werden succesvolle bands in binnen- en buitenland.
Ook in de tweede helft van de jaren negentig waren er veel Nederlandstalige bands succesvol, naast soloartiesten als Ruth Jacott, Marco Borsato en de Engelstalig zingende René Froger. Het fenomeen 'studentenbands' deed zich voor, met de Hermes House Band, Van Dik Hout en Guus Meeuwis & Vagant. Daarnaast hadden de bands De Kast, Volumia!, IsOokSchitterend, Acda en De Munnik en met name BLØF veel succes.
Onder de jongeren waren vooral de genres happy hardcore en house in trek. Zo hadden met name de Party Animals veel succes met hun muziek.
De Fontys Rockacademie werd in Tilburg in 1998 opgericht.

## 2000 tot heden
Abel was in 2000 een succesvolle Nederlandstalige groep en uit Den Haag kwamen Anouk, Kane en DI-RECT. Verder werden ook de symfonische metalgroepen The Gathering, Within Temptation, After Forever, Epica en Delain populair, tot over onze landsgrenzen.
In het begin van dit decennium bracht rap een nieuwe popster voort: de uit Almere afkomstige rapper Ali B.

## Initiatieven ter aanmoediging
- Grote Prijs van Nederland, sinds 1983
- Festival Van Eigen Bodem
- Nederpopprijs Van Eigen Bodem, opgericht in 2004

## Bands en artiesten
Een overzicht van bands en artiesten van Nederlandse bodem is te vinden op:
- Lijst van Nederlandse bands
- Lijst van Nederlandse artiesten